# Сен (Альпы Верхнего Прованса)
Сен (фр. Seyne, окс. Sanha) — коммуна во Франции, находится в регионе Прованс — Альпы — Лазурный Берег. Департамент коммуны — Альпы Верхнего Прованса. Главный город кантона Сен. Округ коммуны — Динь-ле-Бен.
Код INSEE коммуны — 04205.

## Население
| Год  | Численность | Численность |
| ---- | ----------- | ----------- |
| 1968 | 1222        | [ 6 ]       |
| 1975 | 1214        | [ 6 ]       |
| 1982 | 1287        | [ 6 ]       |
| 1990 | 1222        | [ 6 ]       |
| 1999 | 1440        | [ 6 ]       |
| 2006 | 1426        | [ 6 ]       |
| 2011 | 1446        | [ 6 ]       |
| 2013 | 1392        |             |
| 2015 | 1360        | [ 7 ]       |
| 2016 | 1391        | [ 8 ]       |
| 2017 | 1362        | [ 9 ]       |
| 2018 | 1371        | [ 10 ]      |
| 2019 | 1379        | [ 11 ]      |
| 2020 | 1372        | [ 12 ]      |
| 2021 | 1366        | [ 13 ]      |
| 2022 | 1365        | [ 4 ]       |

## Экономика
Основу экономики составляют сельское хозяйство и туризм.
В 2007 году среди 800 человек в трудоспособном возрасте (15—64 лет) 566 были экономически активными, 234 — неактивными (показатель активности — 70,8 %, в 1999 году было 68,9 %). Из 566 активных работали 509 человек (255 мужчин и 254 женщины), безработных было 57 (26 мужчин и 31 женщина). Среди 234 неактивных 63 человека были учениками или студентами, 101 — пенсионерами, 70 были неактивными по другим причинам.

## Достопримечательности
- Средневековые укрепления
  - Укреплённые ворота Рю-Бас (XIV век)
  - Башня Мобер, или Великая башня (XII век). Прямоугольная в плане, высота — 12 м
- Церковь Нотр-Дам-де-Назарет (XII век), исторический памятник с 1862 года
- Экомузей

## Фотогалерея

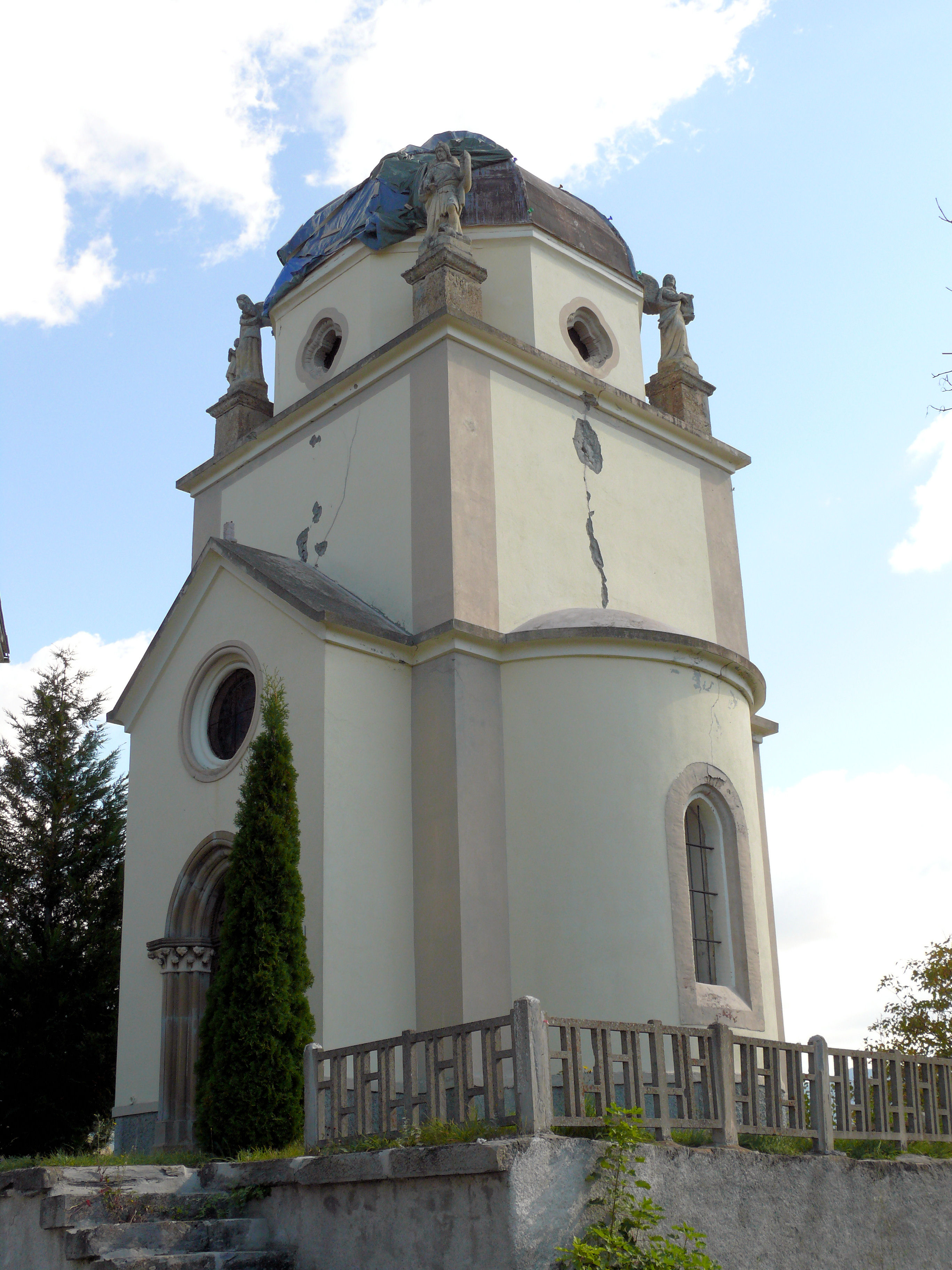
Часовня Бельвю
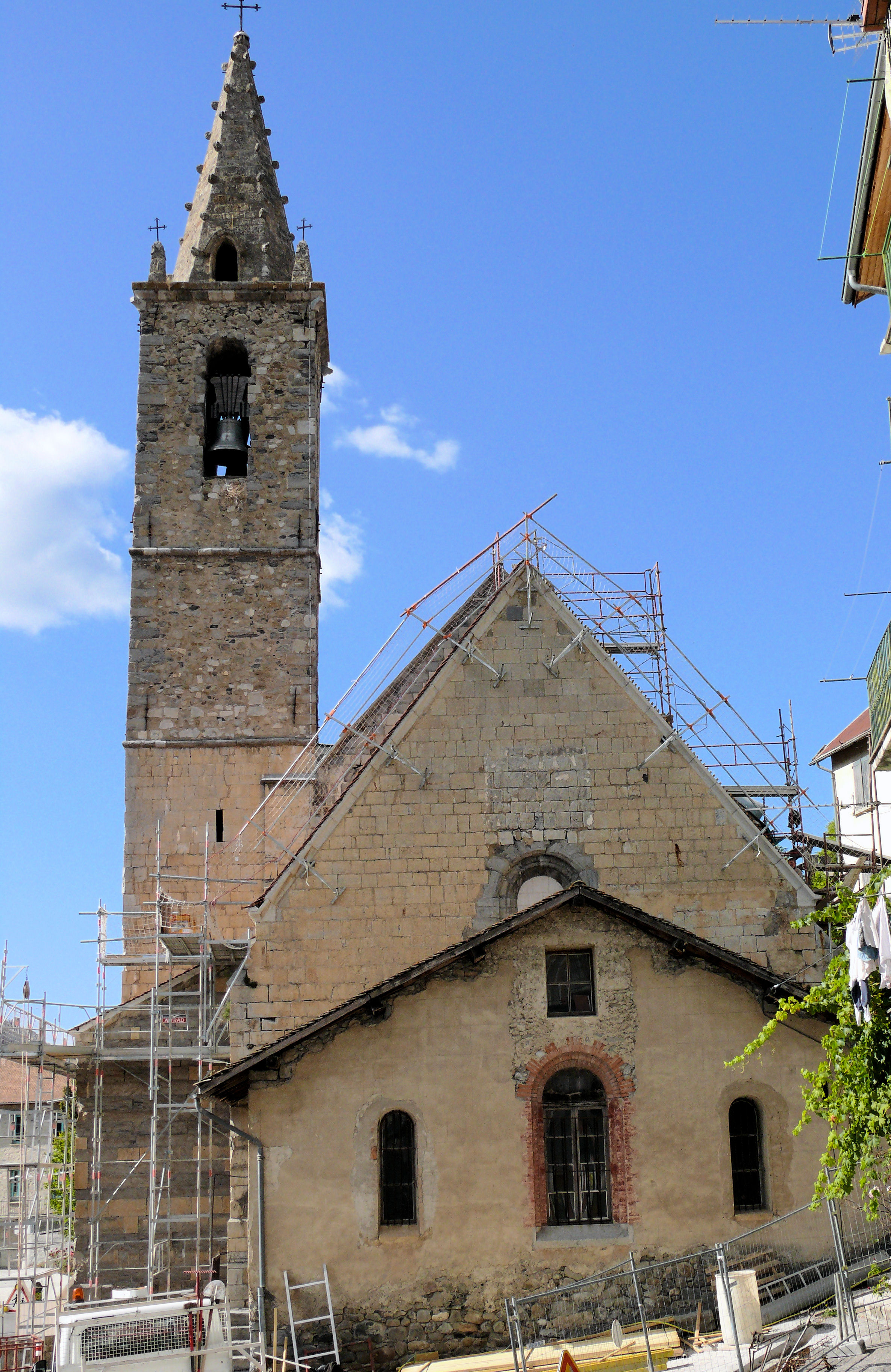
Церковь Нотр-Дам-де-Назарет
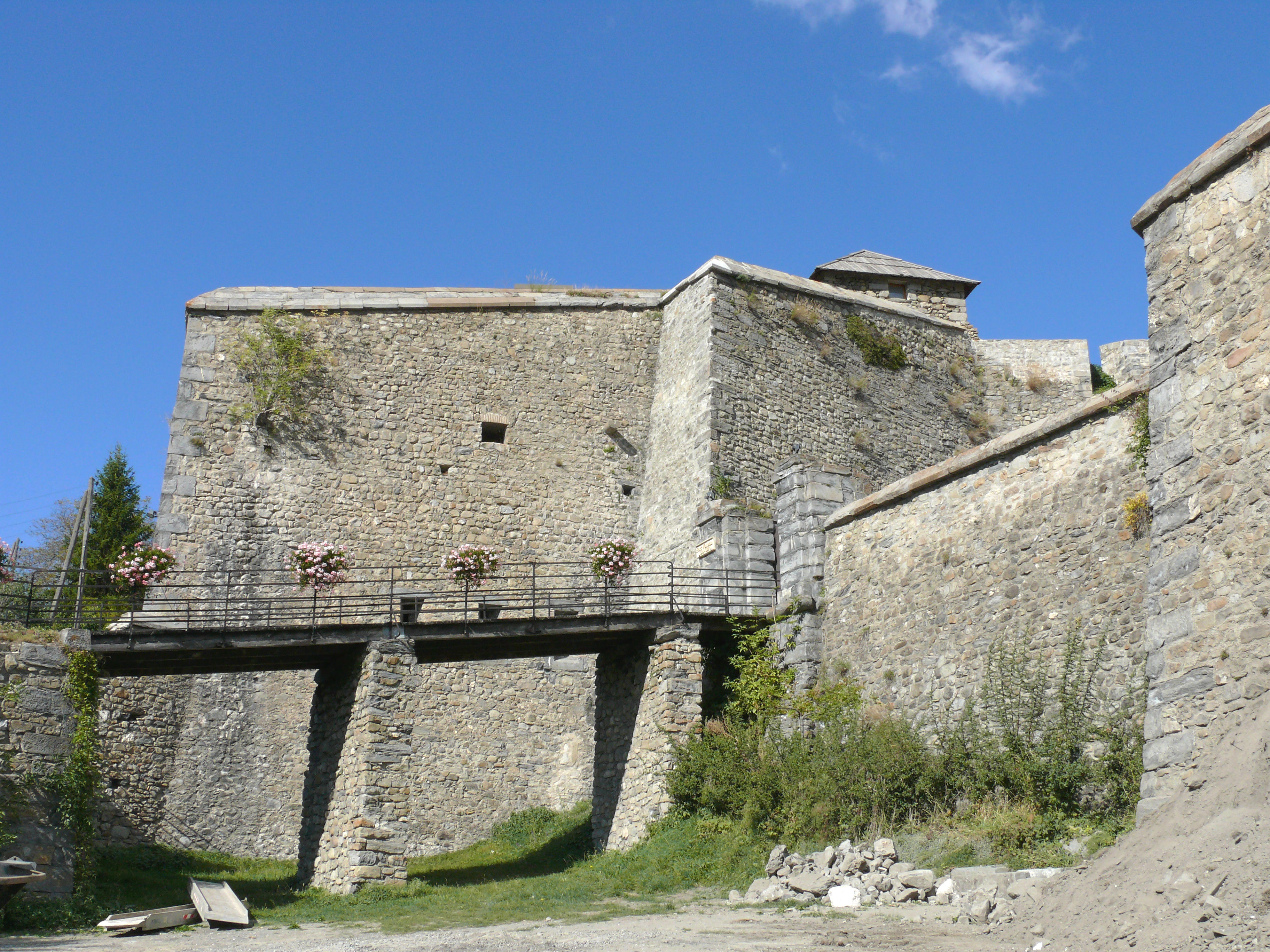
Крепость